# Berger Kangal
Le Kangal (Kangal çoban köpeği), aussi connu sous les noms de berger d’Anatolie (Anadolu çoban köpeği) et Karabash, est une race de chien originaire de Turquie, de grande taille. Il s'agit d'un chien de berger utilisé pour la protection de troupeaux et parfois la garde de propriétés.
Jusqu'à la seconde moitié du XXe siècle, cette race est méconnue dans le reste du monde mais se diffuse très rapidement par la suite, obligeant la Turquie à encadrer son exportation. Le berger d'Anatolie est aujourd'hui l'un des emblèmes nationaux de son pays d’origine.

## Histoire

### Origines
Selon la Fédération cynologique internationale (FCI), le berger d’Anatolie « descend probablement des chiens de chasse puissants qui existaient en Mésopotamie »,,. Déjà à cette époque, le berger d'Anatolie servait essentiellement à protéger les troupeaux contre les prédateurs naturels tels que le loup. Après l'instauration de la dynastie ottomane, il commence également à être utilisé en tant que chien de guerre. L'historien Evliya Çelebi décrit en effet que « des chiens aussi forts que des lions » servaient au sein des janissaires dès le XVIIe siècle.
Une étude scientifique publiée dans la revue Discrete Applied Mathematics conclut que les chiens les plus génétiquement proches du berger d'Anatolie sont ceux d'Asie centrale, ce qui soutient grandement l'idée selon laquelle ces chiens auraient été importés par les Turcs nomades vers l'Anatolie au cours du XIe siècle.

### Popularisation

#### Expansion rapide
En 1961, le docteur Charmian Biernoff Steel découvrit le berger d'Anatolie lors de ses études archéologiques en Turquie. Elle décida de ramener un couple de ces chiens au Royaume-Uni faisant ainsi connaître la race au monde entier et particulièrement auprès des associations cynologiques. En 1985, ce sont les Américains David et Judith Nelson qui importèrent le berger d'Anatolie aux États-Unis. En France, la race est présente dès les années 1970 mais la première portée déclarée date de 1987. Rapidement, la race connaît un réel succès et des élevages fleurissent un peu partout pour satisfaire la demande venant notamment des cynophiles avertis et en particulier du monde pastoral américain, australien et africain.

#### Reconnaissance internationale
Le 6 juin 1989, le berger d'Anatolie est reconnu comme une race par la Fédération cynologique internationale (FCI). Respectivement en 1993 et 1996, l'United Kennel Club (UKC) et l'American Kennel Club (AKC) le reconnaissent également. Puis, en 1998, c'est au tour de The Kennel Club et de l'Australian National Kennel Council (ANKC). Depuis sa création en 2006, la Fédération canine de Turquie le reconnaît également.

#### Protection gouvernementale
Du fait de sa popularité forte et rapide, depuis 1998, la Turquie a décidé d'interdire l'exportation du berger d'Anatolie pour préserver la pureté de la race. Toutefois, il est possible de l'exporter seulement après une autorisation spéciale obtenue auprès du ministère turc de l’Agriculture.

#### Terminologie
Le berger d'Anatolie a deux autres noms : le Karabash (« tête noire » en turc) et le Kangal. Ses surnoms sont « le lion d'Anatolie » ou « le chien le plus puissant au monde ». Plus précisément, le Karabash est un type de berger d'Anatolie comme l'Akbash ('« tête blanche »' en turc). Le mot Kangal vient de la ville de Kangal qui se trouve dans la province de Sivas en Turquie. Ce dernier mot a été attribué au berger d'Anatolie notamment à cause du docteur Charmian (Biernoff) Steel qui, cherchant un nom à cette découverte canine, a communiqué le mot Kangal aux institutions cynologiques notamment parce qu'elle aurait fort probablement visité la ville de Kangal et surtout parce qu'elle aurait entendu des Turcs de Sivas dire qu'on appelle également Kangals les bergers d'Anatolie de type Karabash.
Ainsi, par exemple, The Kennel Club reconnaît le Kangal comme une race avec effet depuis juillet 2013. Il précise également que les chiens actuellement enregistrés comme bergers d’Anatolie sont éligibles, le cas échéant, pour être enregistrés en tant que Kangal,.Au contraire, depuis le 1er janvier 2012, l'ANKC ne reconnaît plus le Kangal comme étant une race séparée du berger d’Anatolie. La Fédération canine de Turquie (KIF), elle, reconnaît le berger d'Anatolie sous le nom de Kangal.

## Aspect général

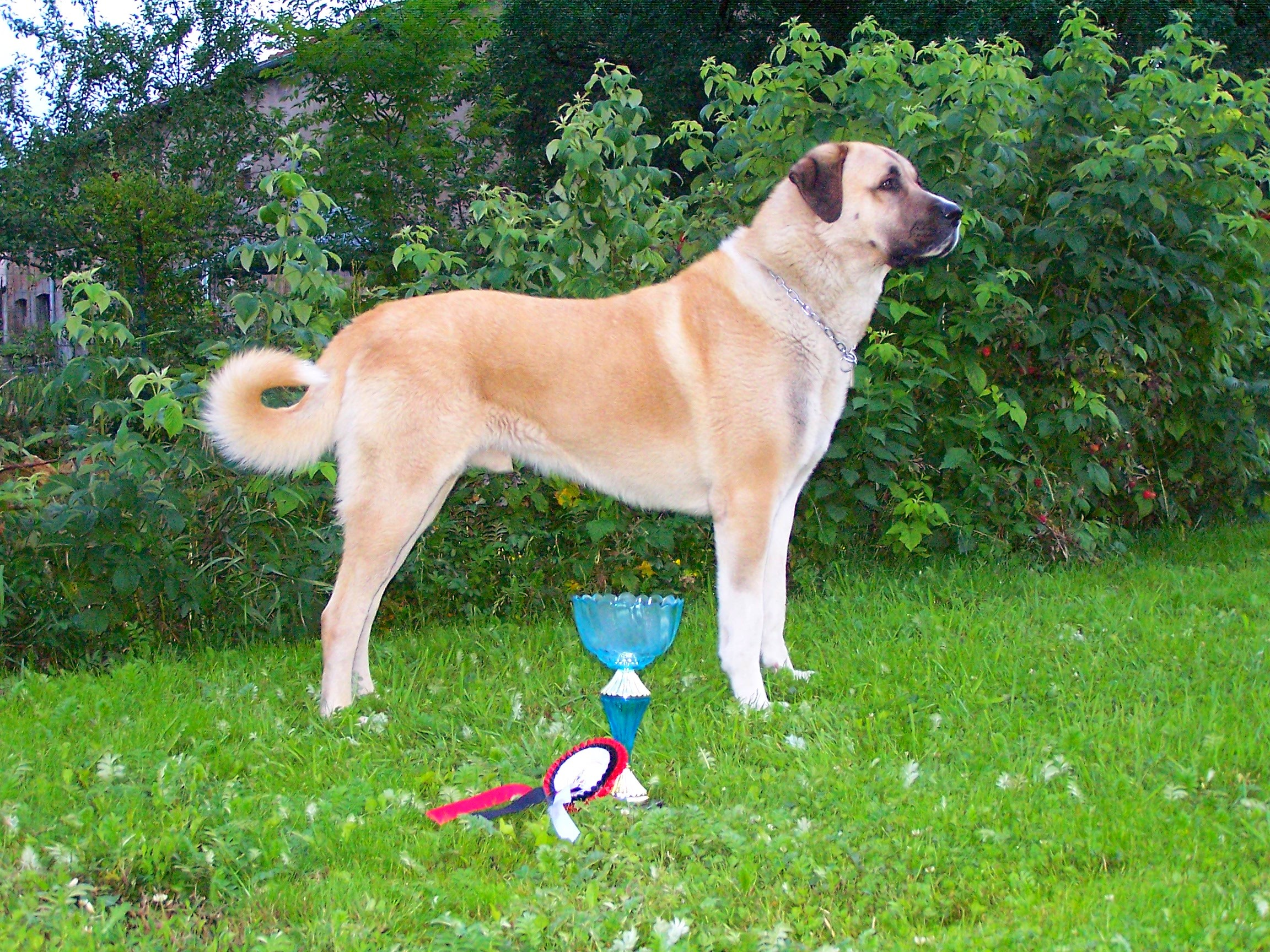
Kangal lauréat d’un concours canin.

Le berger d'Anatolie est de forte taille, bien planté, grand et puissant de constitution. Chien de garde des troupeaux, à la tête large et forte, doté d’un poil double et dense, il doit être à la fois grand et vigoureux. Il peut être très rapide. C'est la race de chien la plus puissante en matière de morsure car ses mâchoires peuvent exercer une pression moyenne de 337 kg.

## Santé
Le berger d'Anatolie est un chien rustique vivant bien souvent plus longtemps que les autres très grandes races. Son espérance de vie se situe entre dix et douze ans pour les chiens de protection actifs en Anatolie et entre treize et seize ans voire davantage pour les chiens mixtes ou exerçant un simple rôle de gardien sédentaire. S'étant formé avec le climat continental de la région anatolienne, il supporte les froids et chaleurs extrêmes. La seule affection héréditaire qui peut parfois le concerner, comme pour presque tous les grands chiens, est la dysplasie de la hanche. Pour éviter ce problème, il suffit de s'assurer que les reproducteurs aient été radiographiés. Néanmoins, il faut souligner le fait que le berger d'Anatolie est moins touché que les autres grands chiens puisque sa taille au garrot limite l'impact de sa masse corporelle. Par ailleurs, la part d'hérédité liée à la dysplasie n'est pas totale puisqu'il y a également le facteur environnement. Ainsi, pendant sa croissance, il convient de ne pas nourrir trop richement le berger d'Anatolie comme il convient de ne pas lui faire exercer d'activités trop intenses.
Le berger d'Anatolie a besoin de faire de l’exercice tous les jours, sous la forme d’une longue marche ou d’une courte course. Les besoins de soins de la fourrure sont faibles. En raison de son climat d'origine, le Berger d'Anatolie a développé une fourrure adaptée aux conditions changeantes. La sous-couche dense le protège des températures extrêmes, tout en lui permettant de rester relativement au frais par temps chaud en évacuant la chaleur de son corps. Le pelage peut aussi offrir une certaine protection contre les morsures d'insectes et les éraflures.

## Tempérament et comportement du Kangal
Ce chien est connu pour sa loyauté inébranlable envers sa famille et son instinct protecteur aiguisé. Le Kangal est intelligent, indépendant et confiant. Il est également réservé envers les étrangers, ce qui en fait un excellent chien de garde. Envers les membres de sa famille, il est doux et affectueux.

## Utilisation
Après des siècles de sélection effectuée par les bergers turcs, sélection favorisée par l'isolement des plaines d'Anatolie, la protection est un atavisme ancré et gravé dans le patrimoine génétique de la race ; il n'y a rien à lui apprendre tant son instinct de protection est inné. Pour cette raison, le berger d'Anatolie est avant tout un chien d'utilité destiné à la protection de troupeaux d'animaux et en particulier de moutons contre les prédateurs que sont notamment le loup et les chiens errants ; il est, à ce titre, une alternative au patou. En Turquie, par exemple, il n'a généralement que ce rôle. En groupe, il surveille le troupeau à l'extérieur des villages et villes alors qu'au sein de ces derniers il devient un chien de garde très efficace. Toutefois, dans une moindre mesure, le berger d'Anatolie peut être un chien de compagnie s'il est socialisé et éduqué pour cela dès sa naissance mais, dans ce cas, il faut accorder une grande place quotidienne à son activité physique.

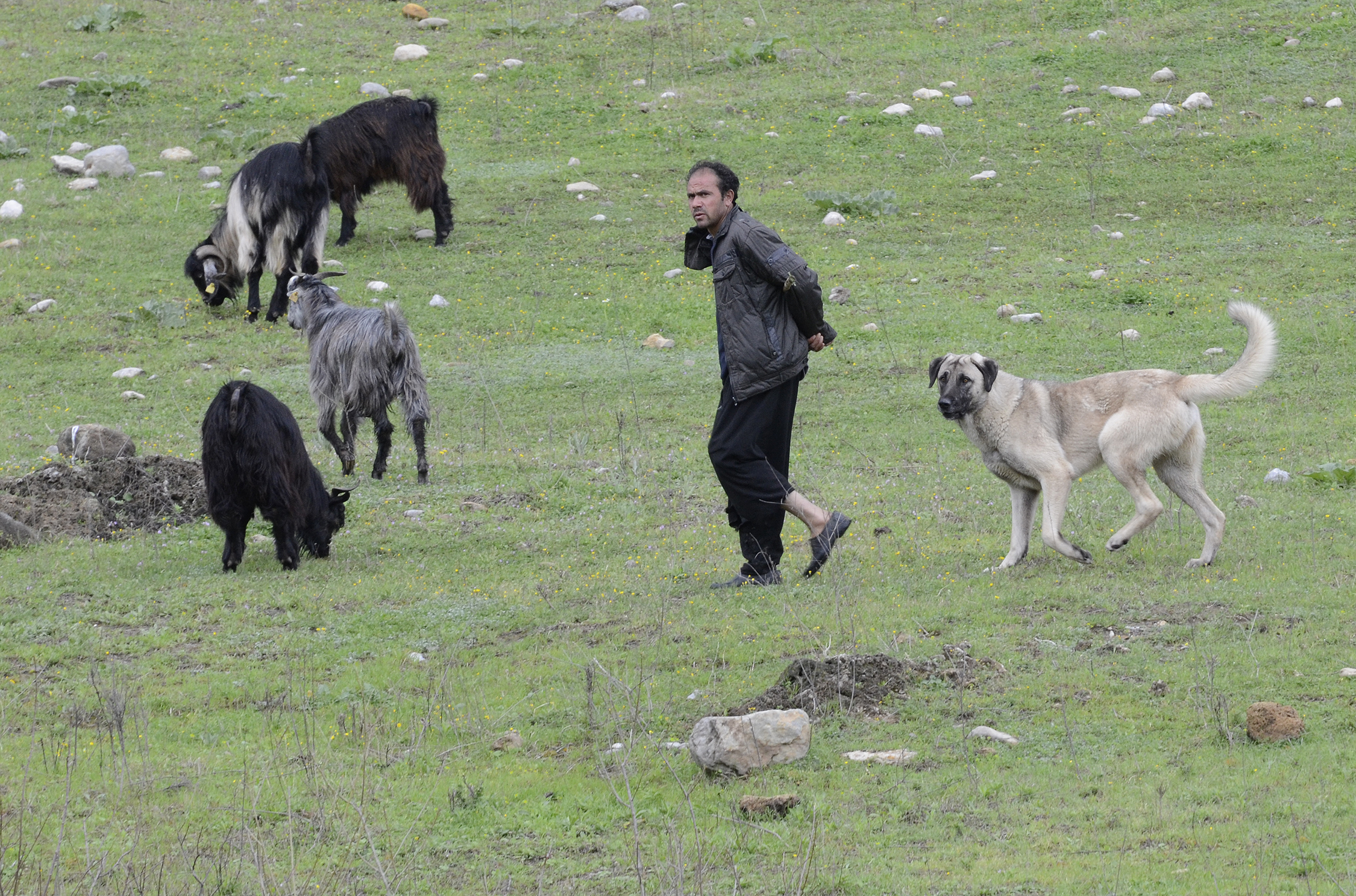
Un chevrier au travail avec son Karabash (Kangal) dans la province d'Adana en Turquie.

## Le berger d'Anatolie dans la culture

### Films
- Bart, dans Kate et Léopold
- Butch, dans Comme chiens et chats et Comme chiens et chats : La Revanche de Kitty Galore
- Corky, dans Road Trip
- Marlowe, dans Simon et Simon
- Sam, dans Shooter, tireur d'élite

### Autres
- En 1973 et 1996, la Turquie avait mis en place des timbres en l'honneur du berger d'Anatolie[9].
- L'acteur Jean Rochefort[16]  ou encore la chanteuse Ève Angeli[17], tous deux très investis pour la cause animale, ont été propriétaires d'un Kangal.